# Rumel
Rumel est une localité d'Issancourt-et-Rumel et une ancienne commune française, située dans le département des Ardennes en région Grand Est.

## Histoire
Le hameau de Rumel fut amputé du village d'Houdremont par le traité des Limites de 1772 (avec le hameau de Gernelle), au profit de la France.
Elle fusionne avec la commune de Issancourt, en 1828, pour former la commune de Issancourt-et-Rumel.

## Administration
| Période                                  | Période | Identité | Étiquette | Qualité |
| ---------------------------------------- | ------- | -------- | --------- | ------- |
| Les données manquantes sont à compléter. |         |          |           |         |
|                                          |         |          |           |         |

## Démographie
| 1793 | 1800 | 1806 |
| ---- | ---- | ---- |
| 135  | 96   | 115  |

Histogramme

(élaboration graphique par Wikipédia)